# کشتار زندان بادوش
کشتار زندان بادوش، کشتاری جمعی‌است که به‌دست نیروهای داعش در زندان بادوش در موصل عراق در ۱۰ ژوئن ۲۰۱۴ به‌وقوع پیوست.
داعش با تسلط بر این زندان، زندانیان را از زندان خارج کرد و با جدا کردن شیعیان از اهل تسنن، آنها را به ضرب گلوله در چند کیلومتری بادوش، در صحرا، اعدام کرد.
کشتار زندان بادوش در کنار کشتار اسپایکر از فجیع‌ترین جنایات این گروه در عراق محسوب می‌شود.
در ۱۱ مارس ۲۰۱۷ نیروهای عراقی اعلام کردند گور دسته جمعی متعلق به ۵۰۰ نفر از زندانیان را پیدا کرده‌اند.